# San Rafael del Río
San Rafael del Río là một đô thị trong tỉnh Castellón, Cộng đồng Valencia, Tây Ban Nha. Đô thị San Rafael del Río có diện tích 21,1 km², dân số theo điều tra năm 2010 của Viện thống kê quốc gia Tây Ban Nha là 550 người. Đô thị San Rafael del Río nằm ở khu vực có độ cao 360 mét trên mực nước biển.